# Konzervacija Pompeja i Herkulaneja
Konverzacija i restauracija Pompeja i Herkulaneja odnosi se na napore njihove zaštite i održavanja od štetnih okolišnih faktora, bilo prirodnih, bilo ljudskih.
Pompeji i Herkulanej zatrpani su u erupciji vulkana Vezuva 79. godine. Više od 1500 godina stajali su zakopani u vulkanskom pijesku, većim ili manjim komadima piroklastičnog materijala i blatu. Erupcija je gradove potpuno uništila, ali ih je i očuvala za buduće naraštaje.
Međutim, odmah po njihovu iskapanju otpočeo je i proces propadanja, kako zbog djelovanja prirodnih sila tako i zbog ljudske aktivnosti. Stare zidne slike izložene su svijetlu, a građevine propadaju zbog erozije, izloženosti djelovanju vode, vjetra i sunca, ali i mikroorganizama te biljaka. Ovima treba pribrojiti i štete od neprimjerenih rekonstrukcijskih zahvata, te krađe i vandalizma.
Kako kaže Henri de Saint-Blanquat: 
Druga je egzistencija grada započela njegovim ponovnim otkrićem u 18. stoljeću. Ali netom što su otkriveni počinje i novo propadanje Pompeja. Ne samo zbog iskapanja u 18. i ponovo 19. stoljeću, koja su često imala više veze s masakriranjem – koje li zgode u raznošenju skulptura i razvlačenju ispisanih brončanih ploča – već i stoga što su ostaci očuvani zahvaljujući katastrofalnoj eksploziji erupcije, sada opet izloženi suncu, kiši i vjetru, te vegetaciji i čovjeku... Pompeji trpe i od zagađenja, te najviše od štete izazvane ljudskom aktivnošću.
Drevni je grad uključen u 1996 World Monuments Watch World Monuments Funda te opet u 1998. i 2000. godini. Od 1996. ova organizacija apelira da Pompeji očajnički vape za obnovom i poziva na izradu generalnog plana restauracije i interpretacije .
Područje je dobilo investiciju od 78 milijuna eura od Europske unije za projekt čiji je cilj da se zaustavi i prevenira propadanje zgrada i ukrasnih i arhitektonskih elemenata.

## Problemi konzervacije restauracije
Konverzacija i restauracija Pompeja i Herkulaneja nailaze na mnoge poteškoće uzrokovane raznolikim prirodnim i ljudskim faktorima.

### Prirodni problemi
Dok je iskapanje vodilo k obilju novih informacija o gradovima te ondašnjemu životu Rimljana, također je dovelo do ponovna pogubna utjecaja elemenata. Neke su od ovih pojava nezaustavljive, ali neke se može usporiti ili čak potpuno zaustaviti ljudskom intervencijom. Nažalost, stanje raspoloživih sredstava zasada nije takvo da bi se sve moglo sačuvati. Procjenjuje se da bi bilo potrebno oko 335 milijuna američkih dolara, i to samo za radove u Pompejima.  
U 2010. i 2011. godini snažne oluje i obilne kiše uzrokovale su djelomičan kolaps. Upravo se zato želi zaštititi arheološko područje Pompeja i njegovu važnu baštinu drevnoga rimskog blaga koje danas pomaže ekonomskomu rastu s pomoću kulturnoga turizma. 

### Starenje
Pompeje i Herkulanej iskapa se stoljećima (iskapanja su u Herkulaneju otpočela 1738. i opet 1748. godine), a sve su iskopane strukture s vremenom zahvaćene općim propadanjem. Kako su brojne građevine u erupciji oštećene, iskapanje ih je ostavilo nestabilnim. Primjer su pompejske gradske zidine.

#### Svjetlost
Zidne slike i skulpture u obama su gradovima odlično očuvane sačuvavši puno detalja i boje.
Nažalost, u vrijeme iskapanje, slike su počele blijediti zbog sunca i postale i sve lomljivijima te su se stoga skinule sa zidova. Ovomu doprinosi i fotografiranje uz pomoć bljeskalica. Međutim, ovi problemi lako se kontroliraju jednostavnim konzervatorskim postupcima: stare organske metode već su se dokazale uspješnima, a i moderniji postupci također su djelotvorni – korištenje aluminija i plastike daje čak i bolje rezultate.
Nadalje, načinjene su i brojne detaljne reprodukcije nekih od djela, poput Aleksandova mozaika iz Faunove kuće.
Nažalost, nisu sve poduzete mjere bile uvijek djelotvorne, neke su dapače i doprinijele propadanju. Primjerice, zaštitna kućišta od pleksiglasa načinjena su za zaštitu freski i grafita, no pod njima se kondenzirala vlaga te tako štetila njihovoj podlozi.

#### Biljke i životinje
Kampanija, regija u kojoj se nalaze oba grada, vrlo je povoljne klime i plodna tla. Tako da brojne biljke rastu i na samome arheološkom nalazištu. Henri de Saint-Blanquat identificirao je 31 parazitsku biljku u Pompejima.  Svojim širenjem napadaju okolne građevine te štete mozaicima i pločicama. Poseban je problem bršljan koji, osim što svojim rastom uništava zidove, još ih i dodatno potkopava svojim korijenjem.
Veliki su problem i psi lutalice, a u Herkulaneju golubovi.

### Ljudski faktor
Ljudska aktivnost, bilo slučajna ili namjerna, ključni je element u propadanju obaju nalazišta još od prvih iskapanja.
Suvremeno iskapanje ruševina započelo je 1748. godine. Nakon toga prirodne pojave i turizam počeli su uzimati danak. Budući da je održavanje lokacije od 109 hektara (još 50 jutara pod zemljom) uvijek bilo, kako kaže Gozzo, nepravilno i nedovoljno, Pompeji pate. Stanje očuvanosti se smanjilo i nastavit će se smanjivati, uvijek brže. Rušenje je zidova neizbježno.

#### Turizam
Kako je broj posjetitelja nezaustavljivo rastao, područje koje im je bilo otvoreno postupno se smanjivalo. Oko dvije trećine ukupne površine grada Pompeja zasada je otkriveno, a manje od četvrtine sada je dostupno javnosti. Slčno tomu, od 64 spomenika, vila i kuća otvorenih 1956. godine, samo 16 sada može se vidjeti i iznutra.

#### Krađe
S obzirom na to da je položeno izvan gradskih zidina, područje do danas ne uživa zaštitu kao grad.
Iskapanjima 1907. – 1908. otkriveno je 15 soba velike vile. Međutim, budući da su ljudi znali da ondje ima ruševina, posljednjih su godina viđeni ilegalni tuneli i pljačkanja imanja. Tuneli su uništili dio obodnih zidova i oštetili žbuku. Ukradeni su i artefakti.

## Restauracija Kuće gladijatora
U Kući gladijatora borci su imali prostor za treniranje. Zgrada stara 2000 godina, nakon urušavanja 2010. godine, ponovno je otvorena za posjete. Stručnjaci su imali mnogo posla tijekom osmogodišnje restauracije zbog oštećenja freski koje su krasile mjesto gdje su gladijatori trenirali prije borbi. Zgrada je također pretrpjela teška oštećenja i zbog savezničkih bombardiranja iz Drugoga svjetskog rata.

## Konzervacijski projekti
Od 2015. godine arheološki park Pompeji ima opsežan plan praćenja i održavanja radi zaštite svojih zgrada, umjetnina i artefakata od propadanja. Otada je lokalitet uspostavio i digitalnu arhivu s podacima o održavanju koje je provedeno i naknadnim pregledima.

## Vanjske poveznice
- World Monuments Fund, Conservation in the Shadow of Vesuvius: a Review of Best Practices / Conservazione all’ombra del Vesuvio: un esame delle migliori pratiche, 2003.
- Challenge of Saving Antiquities
- History of the Management of Pompeii and Herculaneum